# 孙德林团伙系列抢劫杀人案
1987年至1999年间，以孙德林为首的五人犯罪团伙在以辽宁省沈阳市为主的地区犯下了一系列抢劫杀人案，共作案33起，杀死16人、杀伤4人，抢劫财物价值200余万元，是中华人民共和国成立以来辽宁省最大的系列抢劫案。在这些案件中，1996年3月8日发生在沈阳第一饲料厂的持枪抢劫杀人案尤为知名，被称为“3·8”大案，引发了社会广泛关注。

## 成员
该团伙由孙德林、孙德松、汪家仁、汪家礼、王文绪五人组成，其中孙德林、孙德松与汪家礼、汪家仁为两对兄弟，王文绪则是汪家仁的好友。
孙德林与汪家礼于1984年左右相识，二人有的嗜赌，有的嗜酒，劳动收入无法满足花销。1987年（一说1986年），二人密谋决定作案“赚快钱”。1991年，汪家仁和王文绪加入团伙。1994年，孙德松加入团伙，王文绪则被剔除。
孙德林（1953年12月18日—1999年12月29日）为该团伙头目。其身强体壮，从小“劣迹斑斑”，曾因打架、盗窃被行政拘留一次，强制劳动两年，1970年成为了下乡知青，在农村呆了9年，是最后一批回城的知青。由于下乡期间表现不佳，孙德林回城工作后，为改变人们对其过去不好的印象，便将自己的原档案烧毁。此后其工作良好，一路升至所在工段的副经理，后被发现档案存在问题，办理了停薪留职。此后，孙德林从事个体贩运。组建团伙之前，他在沈阳南站开机动车拉货，每日能赚100多元。
汪家礼（1955年6月27日—1999年12月29日）曾是沈阳果酒厂的货车司机，是该团伙中驾车技术最好的人，因此一般负责开车。他曾因盗窃、寻衅滋事而被劳动教养、行政拘留各一次。组建团伙之前，他在沈阳南站蹬三輪車拉货，每日能赚几十元。
汪家仁（1945年8月13日—1999年12月29日）是汪家礼的二哥，1972年10月因抢劫罪被判处有期徒刑10年，后来先后在沈阳市东陵区开了一家养犬场，承包了一个养鱼池；平时好色，常光顾风月场所。他曾有过一段失败的婚姻，后又重新组建家庭。他一般负责作案之前的踩点工作。
孙德松（1963年11月28日—1999年12月29日）是孙德林的弟弟，外号“老三”，曾当过兵，入伙之前经营着一家小饭店。与其他团伙成员不同，孙德松的作案更像是“兼职”。
王文绪（1945年3月10日—1999年12月29日）是汪家仁的“铁哥们”，与汪家仁从年参加工作，1979年10月因流氓、盗窃罪被判处有期徒刑9年，1983年7月因反革命罪被判处有期徒刑5年。

## 犯罪史
该团伙的作案工具主要分三个阶段、三种类型。1987年—1993年初为第一阶段，作案工具主要以铁棒、尖刀为主，他们称之为“冷兵器”；1993年—1995年为第二阶段，团伙增添了4支双筒猎枪，他们称其为“热兵器”；1995年后为第三阶段，汪家仁、汪家礼南下购买了手枪，他们称之为“强兵器”。

### “冷兵器”时期
1987年的一天傍晚，孙德林与汪家礼在沈阳南站附近的一家小酒馆里吃饭。席间孙德林抱怨“平常干活辛苦，赚钱又少，故自己打算‘干大事儿’，但苦于没有帮手”，以此试探汪家礼。彼时汪家礼也嫌干活又累又赚不到什么钱，于是二人一拍即合，决定作案。他们认为“干大事儿”得有枪，汪家礼曾看见过东陵区派出所所长每天带着枪骑车上下班，于是二人决定抢辆车撞警察:1-3。同年7月27日，他们在抚顺叫了一辆黑色桑塔纳出租车。当车行至沈阳市东陵路时，孙德林借故小便让司机朱纪奎停车，借机将司机杀死。但司机在临死前破坏了汽车的发动装置，二人无法启动汽车，只得弃车逃走:3。
1988年2月，团伙成员到沈阳市铁西区光明一校，烧毁三轮货车一台，价值1万元。
1989年7月，团伙成员到沈阳市红梅饼干厂，盗窃三轮摩托车一台，价值8千余元。
1990年3月，团伙成员到铁西区艳粉环卫所，盗窃两台汽油发动机，价值2400元。
1991年，汪家仁在其弟汪家礼的教唆下入伙。同年二月，汪家仁又将“铁哥们”王文绪教唆入伙。
1992年7月15日凌晨5时，团伙成员到沈阳市沈河区东滨河路，入室抢劫居民钱物近2万元。
1992年11月2日凌晨5时，团伙成员到沈阳市东陵区泉园小区，入室抢劫居民钱物近3千元。
1992年11月10日凌晨5时，四人到沈河区东滨河路，入室抢劫个体户翟某钱财近3万元。
1993年1月8日早，四人前去抢劫沈阳南塔鞋城的一个商户，然而那家人当天正在组织货源，里里外外人员很多，计划无奈告吹。离开后，有人提出不应空手而归，四人便决定抢劫此前已踩过点的沈阳国企经理、交通界人士夏任凡家。11时，四人来到沈河区浩然小区的夏家，进屋后，控制住了夏家的保姆和因身体不适在家休息的夏妻，在夏家抢得人民币3万余元，手表两块（一说五、六块），摄像机一台，首饰多件。当天，夏任凡的弟弟携妻女来串门，也被他们控制起来，搜走1000余元。夏弟挣扎不从，被一刀砍向头部，嘴也被东西堵住。事后，夏弟头部缝了八针，牙齿被挤掉两颗:10。此次他们共抢得钱物价值8万余元。

### “热兵器”时期
1993年2月，该团伙增添了4支双筒猎枪。
1993年3月29日凌晨5时，四人到沈阳市东陵区富民小区一户人家实施抢劫，抢得钱物近4万元。
1993年4月24日凌晨4时，团伙成员到沈阳市皇姑区长江南小区，入室抢劫居民钱财2.5万余元。
1993年5月4日凌晨5时，四人到沈河区榆荫小区实施入室抢劫，却遭到户主的抵抗，最后只得撤离。此次抢劫致户主重伤。
1993年10月至11月，团伙成员到沈阳市第三橡胺厂，诈骗工厂轮胎100套，价值7万余元。
1994年1月19日14时，团伙成员到沈阳市于洪区杨士乡大堡村，抢劫从辽阳骗来的一台微型货车，并将司机杀害。
此前王文绪私自贩卖抢得的首饰，未按规矩统一销赃，引发了团伙其他成员的不满，便有意疏远王文绪，而孙德林则将弟弟孙德林拉入了团伙。1994年1月之后，王文绪未再参与作案。
1994年3月21日6时，团伙成员到于洪区南塘种鸡示范场，抢劫一台伏尔加轿车，并将司机刘志国杀害。当日18时，他们又到于洪区杨士乡大堡村，抢劫一台金杯“132”货车，并同样将司机吕庆安杀害。
1994年5月19日上午，团伙成员到于洪区杨士乡大堡村，抢劫从抚顺骗来的一台金杯货车，并将司机唐洪伟杀害。
1994年5月20日上午，团伙成员到于洪区南塘种鸡示范场，抢劫一台拉达出租車，并将司机居永志杀害。当日21时，他们到铁西区滑翔四小区，将一居民的跃进货车烧毁，价值4万元。
1994年6月26日上午，团伙成员到于洪区南塘种鸡示范场，抢劫一台微型客车，并将司机杀害。
1994年6月28日8时，孙德林、孙德松、汪家仁、汪家礼四人蒙面戴手套持猎枪抢劫了皇姑区华山信用社第一储蓄所的运钞车，抢得29.8万余元。他们原计划前一日作案，且到达了该地，但由于车辆熄火没有抢成。事情很快传开，王文绪得知了此案，第二天便前去质问该案是不是他们干的，为何不找他参加，三人不置可否。事后，三人决定演一出戏，以将王文绪踢出团伙。几天后，三人约王文绪带着猎枪到新开河桥上，三人将猎枪丢入河中，表示从此金盆洗手，随后王文绪也将猎枪丢入河中:41-45。

### “强兵器”时期
此前，孙德林、汪家仁、汪家礼曾前往汕头购买手枪，被骗走一万两千元:61-66。1995年春节，汪家仁、汪家礼瞒着孙德林前往广西购买手枪。到达广西后，因汪家仁沉迷女色，二人产生矛盾，于是分道扬镳。汪家仁在一个越南华侨的帮助下办了通行证，并在越南买到了一支“五九式”手枪和30多发子弹。汪家礼也在那边买到了一支“五四式”手枪和50多发子弹:67-69。
1995年9月10日上午，想要试枪的汪家仁、汪家礼在皇姑区机动车交易市场将卖车人田晓光、田明宏两兄弟骗至于洪区南塘种鸡示范场，将他们枪杀在红色桑塔纳车内，并将一条“坦克链”式金手链（价值9000余元）和一枚24K金镶蓝宝石戒指（价值3000余元）抢走。尔后，二人将车连同被害人抛在昆山西路:71-83。
1995年11月27日18时，团伙成员到铁西区肇工街南十一西路，入室抢劫居民钱物5万余元。
1996年1月31月下午，团伙成员到于洪区杨士乡金沙村，抢劫拉达出租车一台，并将司机杀害。
1996年2月2日下午，团伙成员到沈阳和平区南二批发市场，抢劫一台微型货车，并将司机邓少生杀害。当日17时，他们到和平区南五卷烟市场，抢劫两人共4百余元的钱物，并致两人重伤。
1996年3月8日，团伙成员在铁西区兴工街沈阳市第一饲料厂持枪抢劫工资款20.7万元，射杀两人，射伤一人，是为“3·8大案”。当天是沈阳市第一饲料厂发工资的日子。凌晨5时，团伙成员到于洪区杨士乡大堡村，抢劫拉达出租车一台，并将司机王建刚杀害，尸体藏入汽车后备箱中:124。上午8点30分，厂会计王璐、冯皎、保卫干部刘明忠乘司机王峻驾驶的白色伏尔加车到工商银行北三支行提取现金20.7万元。当他们从银行返程时，团伙成员也驾驶拉达出租车尾随其后。伏尔加车开到饲料厂办公楼门前停下，拉达出租车也驶入了饲料厂大院，跟停在伏尔加车后侧，一边下来一个人。待冯皎把钱交给刘明忠之后，一名团伙成员向刘开了一枪，刘倒地后将钱袋抢走，另一名团伙成员将死拉车门的司机王峻射杀。此时保卫干部韩国玺向团伙成员奔去，被一枪射穿头部。两名团伙成员迅速钻入一直在启动中的出租车内，急速驶出饲料厂大院。此案中司机王峻二人和保卫干部韩国玺遇害，保卫干部刘明忠被射中腰部，死里逃生:116-122。
1997年6月24日凌晨3时，团伙成员到沈河区桃园小区，入室抢劫居民钱物6万余元。
1997年10月16日8时，团伙成员到铁西区南八中路中国家具城的张铁帅夫妇家实施抢劫，开枪将张铁帅打倒在地，抢得两只皮包、8000元现金和一条金项链。张铁帅因枪弹创造成心肺破裂导致失血性休克死亡，张妻杨淑娟屏住呼吸装死得以逃生:156。
1997年11月9日，汪家仁、汪家礼在机动车交易市场盯上了欲买车的沈阳第一阀门厂业主项光银，并跟踪其至和平区沈阳第一阀门厂门市部。项光银将从银行取出的13.4万元买车款交给了妻子王雪露，后外出筹款。15时，二人戴头盔闯入门市部，其中一人开枪击中正在数钱的王雪露，将13.4万元买车款抢走，致王雪露死亡:164-169。
1998年2月，孙氏兄弟找汪氏兄弟借手枪未果，这使孙氏兄弟决定购买自己的手枪。
1998年5月5日凌晨4时，孙德林、孙德松到沈河区热闹路，入室抢劫居民钱物3万余元，重伤1人:172-174。
5月，孙德林在越南芒街走私枪支，后被捕，于10月被东兴法院以走私枪支罪判处5年有期徒刑。
1999年10月19日18时，汪家仁、汪家礼、孙德松到和平区和平南大街，入室抢劫100万元，致被害人轻伤:204-209。

## 侦破
“9·10”案（1995年9月10日田氏兄弟被害案）案发后，警方在案件现场发现了5枚弹头，3个弹壳，经检测属于7.62毫米口径枪支，但该枪在档案中无记录。
1996年2月1日清晨，警方在沈阳市于洪区杨士乡金沙村发现一辆红色拉达车，后备箱内有出租车司机刘俊清的尸体，头部中弹死亡。经调查，他于1月31日下午失踪，案发时间应为当日下午3时30分左右。现场遗留7.62毫米手枪弹壳和弹头各一枚，以及一条绿色尼龙绳。
在“3·8”大案中，警方在现场发现6枚7.62毫米子弹，确认枪支与此前案件相同，因此将这一系列案件定名为“3·8”串案。
“10·19”案（1999年10月19日入室抢劫案）案发后，警方通过修车人周师傅提供的线索，确认一名50多岁男子曾多次在案发地附近“等人”。专案组邀请专家绘制画像，并在媒体发布，引发市民广泛关注。10月25日，有市民举报嫌犯疑似曾在铁西区跟踪自己，警方调查后锁定汪家仁、汪家礼兄弟，以及涉案车辆辽AE4729出租车和辽A97649红色摩托车。
1999年10月29日清晨，警方在皇姑区与于洪区分别抓获汪家仁、汪家礼，两人供认“10·19”案为其所为，并交代另一对同案兄弟——孙德林、孙德松。孙德林因贩枪已在广西落网。10月30日上午10时，在广西试图“营救”哥哥的孙德松也被逮捕:280。11月2日晚9时5分，押送孙氏兄弟的飞机抵达沈阳:282。11月3日晚7时30分，潜伏在哈尔滨一家饲料厂的王文绪被抓获，乘火车押回沈阳:282。

## 审判及处决
1999年12月3日，孙德林团伙持枪抢劫杀人一案立案。12月14日、15日，该案在沈阳市中级人民法院公开庭审:282。
12月15日下午5时30分，审判长、市法院刑一庭副庭长王世光对孙德林等五名被告人宣布一审判决结果:291-292：
- 孙德林：以抢劫罪被判处死刑、剥夺政治权利终身、没收财产；以故意杀人罪被判处死刑、剥夺政治权利终身、没收财产；以盗窃罪被判处有期徒刑1年、罚金1万元；以故意毁 坏财物罪被判处有期徒刑2年；以诈骗罪被判处有期徒刑5年；走私枪支弹药罪余刑3年零3个月。数罪并罚，被判处死刑、剥夺政治权利终身、没收财产
- 汪家礼：以抢劫罪被判处死刑、剥夺政治权利终身、没收财产；以故意杀人罪被判处死刑、剥夺政治权利终身、没收财产；以盗窃罪被判处有期徒刑1年、罚金1万元；以故意毁 坏财物罪被判处有期徒刑2年。数罪并罚，被判处死刑、剥夺政治权利终身、没收财产
- 汪家仁：以抢劫罪被判处死刑、剥夺政治权利终身、没收财产；以故意杀人罪被判处死刑、剥夺政治权利终身、没收财产；以故意毁坏财物罪被判处有期徒刑2年。数罪并罚，被 判处死刑、剥夺政治权利终身、没收财产
- 孙德松：以抢劫罪被判处死刑、剥夺政治权利终身、没收财产；以故意杀人罪被判处死刑、剥夺政治权利终身、没收财产:以诈骗罪被判处有期徒刑5年。数罪并罚，被判处死刑、剥夺政治权利终身、没收财产
- 王文绪：以抢劫罪被判处死刑、剥夺政治权利终身、没收财产:以故意杀人罪被判处无期徒刑。数罪并罚，被判处死刑、剥夺政治权利终身、没收财产

宣判结束后，五名被告人当庭表示不上诉。但在之后，王文绪以“自己是此案从犯”、“量刑过重”为由向辽宁省高级人民法院提出上诉。
12月29日，省高级人民法院依法公开宣读了刑事裁定书，裁定“驳回上诉，维持原判”。省高院院长依法签发了死刑执行令，孙德林、汪家礼、汪家仁、孙德松、王文绪于当日11时43分被执行枪决:292。

## 表彰
1999年11月2日，沈阳市公安局向周师傅等3名对侦破"3·8”串案做出重大贡献的群众发放30万元奖金。此外，沈阳市公安局还帮其中一个关键举报人的妻子农村户口办理落户沈阳。
11月3日，沈阳市委書記徐文才、副书记朱锦到市公安局看望了侦破“3·8”串案的有功人员，并表示市里将拿出100万元重奖有功民警:292。
11月4日，辽宁省省长张国光给沈阳市公安局发来贺电:292。
11月6日，沈阳市委、市政府隆重召开大会，热烈庆贺“3·8”特大持枪抢劫系列案件胜利侦破，表彰有功集体和个人:292。
沈阳市第十二届人民代表大会常务委员会第十二次会议通过决定，为表彰在破获“3·8”特大持枪抢劫系列案件中建功卓著的人员，授予杨加林、于凌舜、张学军、单强、王云阁“沈阳市人民功勋警官”荣誉称号:293。

## 后续
1999年12月，五犯伏法当月，由沈阳出版社出版，崔亚斌、刘忱所著的纪实文学作品《“3·8”大案》一书出版。2000年7月，《3·8大案》电视剧开播，《辽沈晚报》刊登了孙德林临刑前的自述。